# Птолемей XIII
Птолемей XIII Теос Філопатор (дав.-гр. Πτολεμαίος Θεός Φιλοπάτωρ, 61 — 47 роки до н. е.) — цар Єгипту з династії Птолемеїв, що правив в 51–47 роках до н. е. як співправитель і суперник своєї старшої сестри Клеопатри VII. Син Птолемея XII.

## Життєпис
Після смерті Птолемея XII Авлета був одним з претендентів на престол (серед двох синів і двох дочок Птолемея XII). У 51 році до н. е. олександрійці проголосили царями старшого сина і його сестру Клеопатру VII. Птолемею було всього 10 або 11 років, тому всіма державними питаннями займався євнух Потін. Незабаром Потін підняв повстання і вигнав Клеопатру, яка в 48 році до н. е. разом з сестрою Арсіноєю відпливла до Сирії. У цей час римський полководець Помпей, рятуючись втечею після невдалого бою з Цезарем під Фарсалом, прибув в єгипетський Пелузій. Оточення Птолемея XIII спочатку обіцяло вигнанцеві допомогу, а потім зрадницьки вбило його в надії заслужити цим подяку Цезаря.
Цезар, який з'явився в Єгипет за Помпеєм, офіційно примирив Птолемея XIII з Клеопатрою. Однак незабаром Потін, який виступав від імені Птолемея XIII і Арсиної IV, підняв повстання проти римських військ, які тоді перебували в Єгипті, і Цезарю довелося вступити в бойові дії за володіння Александрією. У ході цих сутичок в грудні 48 року до н. е. в місті була зруйнована значна частина будівель. Деякі джерела приписують пожежі, яка тоді розгорілося в Александрії, нанесення серйозних ушкоджень Александрійській бібліотеці, інші стверджують лише про втрату папірусів, які перебували в Александрійському порту і призначалися для бібліотеки. Повстання не мало успіху, Потін був страчений.
Деякий час Птолемей знаходився в полоні у Цезаря і Клеопатри, причому хлопчика вартували дуже строго, відкинувши всякі пристойності. Але незабаром його відпустили, тому що він обіцяв негайно укласти мир. Натомість, Птолемей став на чолі заколоту і в черговий раз повів з Цезарем і Клеопатрою рішучу боротьбу. Коли Цезар на берегах Нілу з'єднався з армією Мітрідата, яка підійшла з Пергаму, Птолемей також виступив до Нілу з усіма своїми силами. Цей бій виявився для царя фатальним. Римляни 15 січня 47 року до н. е. взяли штурмом єгипетський табір. Птолемей намагався врятуватися на одному з кораблів, але корабель затонув разом з ним і безліччю інших втікачів («Александрійська війна»; 24, 28, 31).
Клеопатра, формально одружившись з іншим своїм малолітнім братом Птолемеєм XIV, фактично стала безроздільною правителькою Єгипту під римським протекторатом.